# Borotba
La Asociación "Borotbá" (ucraniano: Об'є́днання «Боротьба́» Ob'yednannia "Boroťbá) es una organización de izquierda que opera en Odesa, Járkiv, Kiev y Dnipró en Ucrania. El Proyecto de Manifiesto de la Organización declara: Unión "Borotbá" significa Marxismo Revolucionario, y su tarea más importante, extender la ideología de izquierda aplicando la metodología marxista en el discurso político de Ucrania. El Manifiesto también afirma que la organización apoyará los principios de anticapitalismo, internacionalismo, antifascismo, radicalismo político e igualdad de género. La organización coopera con la oposición rusa Frente Izquierdo.

## Historia
Tomando el nombre del partido político de oposición en la Ucrania soviética, de 1920 a 1925, que se fusionó con el Partido Comunista de Ucrania en 1920, Borotbá ha sido descrito como parte de la nueva izquierda emergente heterogénea en Ucrania. Su líder es el ruso Víctor Shapinov, antes activo en el Partido de los Trabajadores Comunistas de Rusia antes de trasladarse a Ucrania en 2005. La asociación fue establecida en mayo de 2011 por antiguos miembros de la "Organización de marxistas" (Ucrania; un grupo marxista-leninista formado en 2007); el Partido Comunista de Ucrania (KPU) y su juventud la Unión Leninista de Juventudes Comunistas de Ucrania, la Unión de Trabajadores de Ucrania, la Asociación Juvenil Che Guevara y el movimiento "Juventud contra el capitalismo" así como activistas izquierdistas individuales. El congreso fundador contó con la presencia de delegados de toda Ucrania. También estuvieron presentes invitados internacionales de Suecia y Rusia.
Borotbá ha cooperado y recibido el apoyo del partido alemán Die Linke y de la organización de ayuda VIF de la izquierda sueca.

## Actividades
Cuando el movimiento Euromaidán comenzó en 2013, Borotbá se mostró crítico desde el principio. Algunos miembros de Borotbá, incluyendo Dennis Levine, intentaron reclutar a manifestantes a la Confederación de Sindicatos Independientes de Ucrania para luchar contra el aumento de los costos de transporte público en Kiev. Según Svetlana Tsibergánova, fueron atacados por la extrema derecha.
El análisis de Borotbá sobre las autoridades que reemplazaron al expresidente Víktor Yanukóvich y su segundo gobierno Azárov después de la revolución ucraniana del 22 de febrero de 2014 es que los nacionalistas de extrema derecha recibieron demasiado poder y control sobre importantes ministerios y agencias, incluyendo defensa, seguridad, educación, agricultura y medio ambiente, así como la oficina del Querellante General de Ucrania. Borotbá condenó lo que consideró un golpe de Estado "de apoyo occidental" y "fascista" en febrero de 2014 en Kiev y pidió una revolución socialista en Ucrania contra el gobierno de "ultra-nacionalistas y nazis".
Los miembros de Borotbá tomaron un papel activo en los acontecimientos políticos de Járkov en marzo de 2014. 
El 15 de marzo, Borotbá, la "Unidad del Pueblo" y otros grupos convocaron una reunión pública en Járkov. Borotbá se unió a los manifestantes anti-Maidán para asaltar el edificio de la administración regional, que en ese momento estaba ocupado por activistas pro-Maidán, cuyos miembros son acusados por otras organizaciones de la izquierda ucraniana de participar en palizas de activistas pro-Maidán, incluyendo anarquistas y el conocido autor ucraniano Serhíy Zhadán. Borotbá justificó su acción llamando a los ocupantes miembros de Pravy Sektor. El 15 de abril y el 8 de mayo de 2014, la oficina de Borotbá en Járkov fue allanada por la policía.
En Járkov, activistas de Borotbá afirman haber impreso 100.000 folletos y 10.000 carteles persuadiendo a los votantes a boicotear la elección presidencial en mayo de 2014, ya que la consideraban no representativa, radicalmente derechista e ilegítima.
El 1 de mayo, los miembros de Borotbá organizaron una manifestación en la calle Kovalska en Odesa. Más tarde, en mayo, Borotbá se unió a otros partidos anti-Maidán (Yury Apujtin del movimiento "Sudeste", el Partido Socialista Progresista de Ucrania y el KPU) en la carrera contra las elecciones presidenciales. El líder de la organización regional de Borotbá en Odesa, Alekséi Albu, huyó a Crimea, donde fundó un "Comité para la Liberación de Odesa" el 24 de mayo de 2014 junto con representantes del partido nacionalista ruso Ródina y de la organización "Unidad eslava". El 12 de septiembre, un activista de Borotbá fue arrestado en Odesa por el Servicio de Seguridad Interna (SBU), bajo la acusación de terrorismo.

## Crítica
El 3 de marzo de 2014, varias organizaciones izquierdistas y anarquistas de Ucrania, entre ellas el Sindicato Autónomo de Trabajadores, la Unión de Estudiantes Independientes de "Acción Directa" y la organización socialista Oposición de Izquierda, criticaron a Borotbá por presunta cooperación con grupos conservadores prorrusos en Ucrania y presuntamente extendiendo "mentiras abiertas y manipulaciones de hechos". 
En una refutación, Borotbá rechazó las acusaciones como "hipócritas" e "irrelevantes". Borotbá afirma que ha criticado regularmente a las autoridades rusas y organizado en solidaridad con las organizaciones rusas de izquierda que se enfrentaron a la represión de las autoridades rusas.
Tras la circulación de estas denuncias, la oficina regional de coordinación del partido alemán Die Linke se distanció de Borotbá y de su miembro fundador Serhei Kirichuk, que actualmente vive en el exilio alemán. Die Linke canceló varios eventos con Kirichuk, como una mesa redonda en Hamburgo el 2 de julio de 2014 y en Kiel el 3 de julio de 2014. Una presentación del libro que Kirichuk había ayudado a organizar también fue cancelada debido a los lazos del autor con los grupos neonazis rusos como la Unidad Nacional Rusa y el Movimiento Contra la Inmigración Ilegal (DPNI).
Kirichuk respondió a muchas de las acusaciones contra la organización, especialmente en lo que respecta a su apoyo a los separatistas en el Sur y el Este de Ucrania, en una entrevista con Andrej Hunko de Die Linke.